# Área metropolitana de Sioux City
El área metropolitana de Sioux City, o Área Estadística Metropolitana de Sioux City, IA-NE-SD MSA , como la denomina oficialmente la Oficina de Administración y Presupuesto, es un Área Estadística Metropolitana centrada en la ciudad homónima. Abarca parte de los estados estadounidenses de Dakota del Sur, Iowa  y Minnesota. y tiene una población de 143.577 habitantes según el Censo de 2010, convirtiéndola en la 273.º área metropolitana más poblada de los Estados Unidos.

## Composición
Los 4 condados que componen el área metropolitana y su población según los resultados del censo 2010:
- Dakota (Nebraska) – 21.006 habitantes
- Dixon (Nebraska) – 6.000 habitantes
- Union (Dakota del Sur) – 14.399 habitantes
- Woodbury (Iowa) – 102.172 habitantes

## Área Estadística Metropolitana Combinada
El área metropolitana de Sioux City es parte del Área Estadística Metropolitana Combinada de Sioux City–Vermillion (CSA) junto con el Área Estadística Micropolitana de Vermillion, SD µSA; totalizando 157.441 habitantes en un área de 6.505 km².

## Principales comunidades del área metropolitana
Ciudad principal o núcleo
- Sioux City

Otras comunidades en Dakota del Norte
Comunidades con 10.000 a 15.000 habitantes
- South Sioux City (Nebraska)

Comunidades con 1.000 a 5.000 habitantes
- Beresford (Dakota del Sur)
- Dakota City (Nebraska)
- Elk Point (Dakota del Sur)
- Moville (Iowa)
- North Sioux City (Dakota del Sur)
- Ponca (Nebraska)
- Sergeant Bluff (Iowa)
- Sloan (Iowa)
- Wakefield (Nebraska)

Comunidades con 500 a 1.000 habitantes
- Alcester (Dakota del Sur)
- Anthon (Iowa)
- Correctionville (Iowa)
- Emerson (Nebraska)
- Homer (Nebraska)
- Jefferson (Dakota del Sur)
- Lawton (Iowa)

Comunidades con menos de 500 habitantes
| - Bronson (Iowa) - Cushing (Iowa) - Danbury (Iowa) - Hornick (Iowa) - Luton (Iowa) - Oto (Iowa) - Pierson (Iowa) - Salix (Iowa) - Smithland (Iowa) | - Allen (Nebraska) - Concord (Nebraska) - Dixon (Nebraska) - Hubbard (Nebraska) - Jackson (Nebraska) - Martinsburg (Nebraska) - Maskell (Nebraska) - Newcastle (Nebraska) - Waterbury (Nebraska) |

Comunidades no incorporadas
- Alsen (Dakota del Sur)
- Climbing Hill (Iowa)
- Garryowen (Dakota del Sur)
- Nora (Dakota del Sur)
- Richland (Dakota del Sur)
- Spink (Dakota del Sur)
- Willis (Nebraska)